# Saint-Colomban (Quebec)
Saint-Colomban es una ciudad de la provincia de Quebec, Canadá. Está ubicada en el municipio regional de condado de La Rivière-du-Nord y a su vez, en la egión administrativa de Laurentides. Hace parte de las circunscripciones electorales de Argenteuil a nivel provincial y de Rivière-du-Nord a nivel federal.

## Geografía
Saint-Colomban se encuentra ubicada en las coordenadas 44°45′00″N 74°08′00″O / 44.75000, -74.13333. Según Statistique Canada, tiene una superficie total de 93,56 km² y es una de las 1135 municipalidades en las que está dividido administrativamente el territorio de la provincia de Quebec.

## Demografía

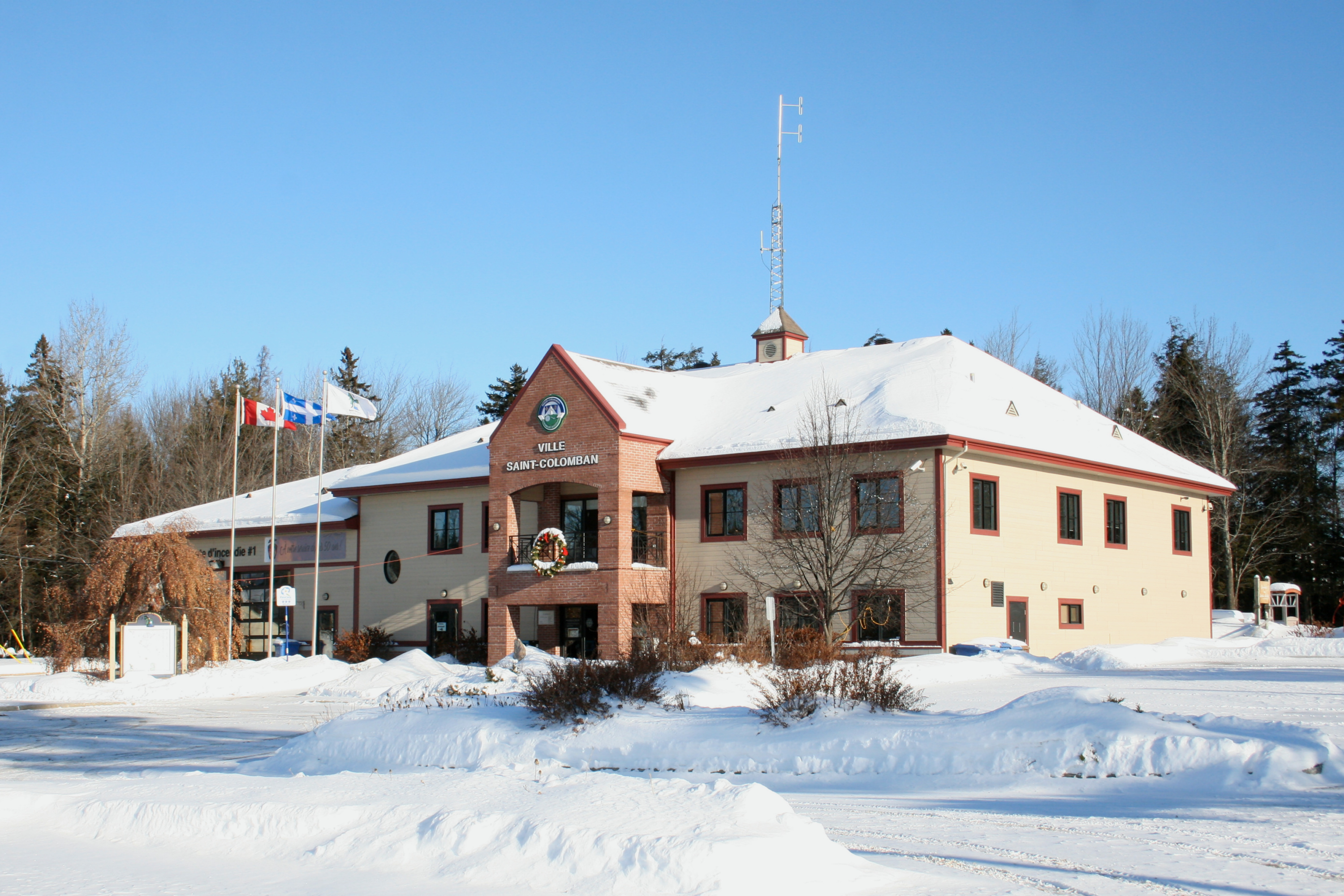
Casa municipale

Según el censo de Canadá de 2011, había 13 080 personas residiendo en esta ciudad con una densidad de población de 139,8 hab./km². Los datos del censo mostraron que de las 10 136 personas censadas en 2006, en 2011 hubo un aumento poblacional de 2944 habitantes (29%). El número total de inmuebles particulares resultó de 5227 con una densidad de 55,87 inmuebles por km². El número total de viviendas particulares que se encontraban ocupadas por residentes habituales fue de 4945.